# Нова Зеландия
Нова Зеландия (на английски: New Zealand, на маорски: Aotearoa) е държава в югозападната част на Тихия океан с обща площ 268 021 km², разположена между 34°20′ и 47°20′ ю.ш. и 166°25′ и 178°30′ и.д., като се простира на 1700 km от североизток на югозапад. Състои се от два големи острова Северен и Южен и множество малки (Стюард, Чатъм, Оклънд, Кермадек, Кемпбъл, Антиподови, Баунти и други) с обща площ 4130 km². Нова Зеландия е парламентарна демокрация и е част от Общността на нациите.

## Наименование
С масовото заселване на европейски мигранти в тези земи избухва поредица от войни с маорите, които са особено унищожителни за местното население. Освен че са изтласкани почти изцяло от земите си, те претендират, че белите заселници не са спазили клаузите на Договора от Уайтанги от 1840 г., който е крайъгълен камък за историята на младата държава. В резултат на дълъг процес на помирение между белите новозеландци и наследниците на коренното население, държавата възприема голяма част от културната идентичност на маорите и на практика всички държавни институции имат английско и маорско название. Това важи и за самата държава. Името „Нова Зеландия“ произлиза от стари нидерландски географски карти, назоваващи земите, открити за пръв път от европеец в лицето на Абел Тасман, в чест на Зеландия – богата и влиятелна нидерландска провинция, дълго време със свой собствен флот и дълбоки мореплавателски традиции. От латинското название (по онова време латинският е смятан за език на висококултурните и образовани хора) Nova Zeelandia е възприето англоезичното New Zealand. На свой ред маорите наричат страната Aotearoa, което няма точен превод на английски език, но най-често се предава като „Земя на дългия бял облак“.
Всяка държавна институция има свое наименование на английски и на маорски. Примери:
- Правителството на Нова Зеландия (английски: The Government of New Zealand, маорски: Te Kāwanatanga o Aotearoa, „Губернаторство на Земята на дългия бял облак“),
- Парламент на Нова Зеландия (английски: The New Zealand Parliament, маорски: Pāremata Aotearoa, pāremata на маорски има значение на компенсация или названието би могло да бъде преведено като Институцията, от която маорите очакват компенсация, но по-вероятно е наименованието да идва от маорска фонетична транслитерация на думата „парламент“),
- Отбранителна сила (въоръжените сили) на Нова Зеландия (английски: The New Zealand Defence Force, маорски: Te Ope Kaatua o Aotearoa, „Отбранителна линия на Земята на дългия бял облак“), които на свой ред включват
  - Армия на Нова Зеландия (английски: New Zealand Army, маорски: Ngati Tūmatauenga, „Наследници на Туматауенга“ – маорски бог на войната),
  - Кралски военновъздушни сили на Нова Зеландия (английски: Royal New Zealand Air Force, маорски: Te Tauaarangi o Aotearoa, „Воини на небето на Земята на дългия бял облак“, като предишното им маорско название е Te Hokowhitu o Kahurangi, „Синият боен клан“ по цвета на униформите им),
  - Кралски военноморски сили на Нова Зеландия (английски: Royal New Zealand Navy, маорски: Te Taua Moana o Aotearoa, „Воини на морето на Земята на дългия бял облак“) и т.н.

Нова Зеландия има специална Маорска езикова комисия, чиято задача е утвърждаването на маорски названия и преводи на официални държавни актове.

## История
Въпреки че е сравнително млада страна, Нова Зеландия има обширна история, отразяваща наследството както на маорите, така и на първите заселили се европейци. Паметниците и съкровищата на маорите, някои от които датират от повече от 1000 години, силно контрастират на колониалните сгради.
Историята на Нова Зеландия започва с полинезийците, които са първите, които откриват и заселват островите.
През 1642 г. първият от европейските изследователи, Абел Тасман от Нидерландия, достига до Нова Зеландия. След като скицира частично бреговата линия, Тасман напуска Нова Зеландия, без да има възможността да стъпи на брега. Над сто години изминават преди пристигането на следващите европейци – през 1769 г. Джеймс Кук, британски изследовател, и Жан Франсоа, командир на френски търговски кораб, пристигат едновременно в Нова Зеландия. От края на 1790 г. нататък китоловци, търговци и мисионери пристигат и се заселват по крайбрежието. Слага се началото на междуплеменни войни.
Слуховете за френски планове за колонизация на Южния остров ускоряват действията на британците за присъединяване и последваща колонизация на Нова Зеландия. Маорите, местното население на островите, подписват договор с британците на 6 февруари 1840 г., известен като договора Уайтанги. Последващото вливане на европейски колонисти довежда до бурния период на Новозеландските войни, които продължават от 1843 до 1872 г. и завършват с разгром на местното население.
През 1901 г. Нова Зеландия гласува против присъединяването към Австралийския съюз, а вместо това през 1907 г. решава да промени статуса си от колония на доминион, запазвайки връзките си с Метрополията, на чиято страна участва и в двете световни войни. В първоначалните етапи на Първата световна война новозеландските войски завземат Западно Самоа от Германия и островите остават под опеката на Нова Зеландия до обявяването си на независимост през 1962 г. Страната участва във Втората световна война на страната на Съюзниците, главно на Средиземноморския и Тихоокеанския театър.
Нова Зеландия е независима държава в рамките на Общността на нациите. Макар че по конституция държавен глава е английският монарх, той не играе активна роля в управлението на Нова Зеландия.

## Държавно устройство
Нова Зеландия е държава от състава на Общността на нациите, начело с монарха на Обединеното кралство, представляван от генерал-губернатор (назначаван за 5 години). Законодателна власт: еднопалатен парламент – Палата на представителите (120 депутати, избирани за 3 години). Изпълнителна власт: правителство, начело с министър-председател.

## Административно деление
16 провинции (7 на Южния остров и 9 на Северния) и три островни територии – Чатъм, Кермадек и Кембъл.
Под новозеландски суверенитет се намират и 2 асоциирани държави (Ниуе, Острови Кук) и една територия със самоуправление (Токелау).

## География
Източните брегове на страната се мият от водите на Тихия океан, а западните – от Тасманово море. Преобладаващите брегове са предимно високи, стръмни, скалисти, но има и множество участъци с ниски, плоски и пясъчни плажове. На места бреговата линия е силно разчленена от големи заливи – Хаураки, Пленти, Хок (по крайбрежието на Северния остров); Тасман, Пегас, Кентърбъри (по крайбрежието на Южния остров). Югозападните брегове на Южния остров са от фиордов тип.

### Релеф
Релефът на Нова Зеландия е предимно планински. Повече от 75% от територията на страната се намира над 200 m над морското ниво и се заема от планини, възвишения и хълмове. Низинни участъци са разположени покрай брега на океана (низината Саутленд на Южния остров) и по долините на реките. Северният остров е по-слабо планински, като в централната му част се намира Вулканичното плато, където много силно се проявява сеизмична активност. Годишно на острова се случват 100 – 200 земетресения, има действащи вулкани (Руапеху, 2796 m, Нгаурухое, 2291 m, Таравера, 1111 m и др.), гейзери, горещи минерални извори.
По цялото протежение на Южния остров се простира планината Южни Алпи, като нейната средна надморска височина е над 2000 m, а най-високата им точка е връх Кук (3764 m). Западните им склонове, спускащи се към Тасманово море, са къси и много стръмни, а източните полегато се спускат към най-голямата в Нова Зеландия Кентърбарийска равнина.

### Климат
Климатът на Нова Зеландия е разнообразен. Той е субтропичен на Северния остров, до прохладен умерен климат на юг и в централните региони на Южния остров. В планинските райони преобладава алпийският климат. Планинската верига на Южните Алпи разделя страната наполовина като прегражда пътя на предимно западните ветрове и дели острова на две климатични зони. Западното крайбрежие на Южния остров е най-влажната част на страната, докато източната, която се намира едва на около 100 km от нея, е най-сухата.
Източноавстралийското течение, преминаващо през Тасманово море между Австралия и Нова Зеландия, способства за това климатът на източното крайбрежие на Австралия и западното на Нова Зеландия да бъде по-топъл и влажен и вместо субтропичен климатът в тези райони придобива тропичен характер. На голяма част от територията на Нова Зеландия нивото на дъждовете варира в рамките на 600 до 1600 mm на година. Те се разпределят относително равномерно през годината с изключение на по-сухия летен период.
Средната годишна температура варира от +10 °C на юг, до +16 °C на север. Най-студеният месец е юли, а най-топлите месеци в годината са януари и февруари. В северната част на страната разликата между зимната и лятната температура не е особено голяма. За сметка на това обаче на юг разликата достига значителни нива – до около 14 °C. В планинските райони с увеличение на надморската височина пада и температурата с около 0,7 °C на всеки 100 m.
В Окланд, който е и най-големият град, средногодишната температура е около +15,1 °C, като при това най-високата регистрирана температура е +30,5 °C, а най-ниската – −2,5 °C. В столицата Уелингтън средногодишната температура е +12,8 °C, като максималната измерена е +31,1 °C, а минималната – −1,9 °C.
Количеството на слънчевите часове в годината е сравнително високо, особено в районите, защитени от западни ветрове. Средно за страната са не по-малко от 2000 часа. Нивото на слънчевата радиация е високо в много части на страната. Снеговалежите са изключителна рядкост в крайбрежните райони на север и запад. В останалите региони те са незначителни и непродължителни. Възможни са нощни замръзи през зимата във всички части на страната.

### Геоложки строеж
Островите, които образуват Нова Зеландия, се намират в неозойската геосинклинална област между две литосферни плочи – тихоокеанската и австралийската. В продължение на дългите исторически периоди мястото на разлома между двете плочи се повдига в резултат на сложни геологични процеси, като образува постоянно меняща се структура и форма на земната кора. Ето защо за разлика от повечето тихоокеански острови, тези на Нова Зеландия са образувани не само в резултат на вулканична активност, но и вследствие на сблъсък на континентални плочи.
Активната тектонична дейност на земната кора в този регион продължава и в наши дни. Наблюдавана е в сравнително къси исторически периоди, дори след населването на островите от европейците. Така например в резултат на разрушително земетресение през 1855 г. бреговата линия около Уелингтън се повдига повече от половин метър, а през 1931 г. в резултат на силно земетресение около град Нейпир над водната повърхност се издигат около 9 km² суша.
Повишена земна активност се наблюдава предимно на западното крайбрежие на Южния остров и североизточното крайбрежие на Северния остров. Ежегодно в Нова Зеландия се регистрират до 15 хиляди земетресения. Повечето от тях обаче са слаби и почти не се усещат. Само около 250 от тях могат да бъдат отнесени към силни или много силни. В съвременната история на страната най-силното земетресение е регистрирано през 1855 г. близо да Уелингтън със сила около 8,2 степен. Най-разрушително е земетресението през 1931 г. в района на Нейпир със загинали 256 души.
Вулканичната активност в Нова Зеландия е също сравнително висока. На територията на страната са активни 6 вулканични зони, като пет от тях са разположени на Северния остров. В района на езерото Таупо вероятно през 186 г. пр.н.е. документално е регистрирано голямо и разрушително за човечеството вулканично изригване. Последствията от това изригване са описани в историческите хроники на няколко отдалечени едно от друго места, като Китай и Гърция. На мястото на изригване се намира най-голямото пресноводно езеро в тихоокеанския регион. По площ то е съпоставимо със Сингапур.

### Полезни изкопаеми
Нова Зеландия се намира на границата на индо-австралийския и тихоокеанския сеизмичен пръстен. Процесите на взаимодействие помежду им, в това число и бързото повдигане на планинските масиви и активната вулканична активност в течение на два милиона години, са определили геоложкия строеж на земния масив.
Независимо от това че страната е богата на природни изкопаеми, промишлено се разработват само находищата на природен газ, нефт, злато, сребро, желязна руда и въглища. Освен това се добиват варовик и глина (в това число и бентонитова глина). алуминий, титан, антимон, хром, мед, цинк, манган, живак, волфрам, платина, барит и редица други полезни изкопаеми са често срещани, но залежите им са слабо разработени.
Интересен факт е, че добивът на нефрит от 1997 г. е даден за управление от маорите. Причина за това е, че камъкът играе важна историческа роля като изделията от нефрит (на маорски – Pounamu) се ценят в културата на този народ.
Предполагаемите запаси от злато в Нова Зеландия са около 372 тона. През 2002 г. са добити по-малко от 10 тона.
Предполагаемите запаси от сребро в Нова Зеландия възлизат на 308 тона. През 2002 г. добивът на сребро възлиза почти на 29 тона.
Предполагаемите запаси от желязна руда възлизат на 874 млн. тона. Промишленият му добив започва през 1960-те години. През 2002 г. добивът на желязо възлиза на около 2,4 млн. тона.
Запасите на природен газ в Нова Зеландия възлизат на 68 млрд. m³. Промишленият добив за газ е разработен през 1970-те години. През 2005 г. добивът му в страната възлиза приблизително на 50 млн. m³.
Нефтените запаси възлизат ориентировъчно на 14 млн. тона. Промишленият му добив започва през 1935 г. Добивът на нефт в последните години бележи спад. През 2005 г. добивът на нефт в страната е не повече от 7 млн. барела
Добивът на въглища непрекъснато се повишава в продължение на няколко десетилетия. Напоследък добивът им е стабилизиран благодарение на сниженото потребление на твърдото гориво. Около една трета от добива им се изнася. В страната се добиват въглища в около 60 мини.

### Заобикалящи морета
Нова Зеландия е изолирана от другите острови и континенти, които се намират на големи разстояния от нея. Западното крайбрежие се мие от водите на Тасманово море. Същото отделя островите от Австралия, която се намира на около 1700 km от тях. Източното крайбрежие на страната се мие от Тихи океан, който я отделя от най-близките ѝ съседи – на север от Нова Каледония, отстояща на 1000 km, на изток от Чили, отстоящо на 8700 km, и на юг от Антарктида, отстояща на 2500 km.
Дължината на крайбрежната ивица е 15 134 km, а териториалните води включват 12 морски мили. Изключителната икономическа зона включва до 200 морски мили. Площта на изключителната икономическа зона възлиза приблизително на 4 300 000 km², което надвишава около 15 пъти територията на самата страна.
В района на Нова Зеландия има две постоянни морски течения. Топлото е Източноавстралийското, а студеното е Западноветровото антарктическо течение. Първото минава от север на юг през Тасманово море, а второто минава на юг от Южния остров като продължава на изток.
В близост до крайбрежието на двата основни острова се намират още около 700 неголеми острови. Повечето от тях се намират до 50 km от основните острови. От тях едва около 60 предлагат подходящи условия за живот.

### Водни ресурси
Благодарение на особеностите на геологическите и географските условия в Нова Зеландия има много реки и езера. Повечето от тях не са дълги (с дължина не повече от 50 km), като започват от планините и бързо се спускат в равнините, където забавят скоростта на течението си. Най-дългата река в Нова Зеландия е Уаикато – 425 km. Още 33 реки са с дължина над 100 km и 6 реки са с дължина 51 до 95 km. Общата дължина на водните пътища в страната е 425 хил. km.
В Нова Зеландя има и 3280 езера с площ на водното огледало над 0,01 km², 229 езера имат водно огледало с площ повече от 0,5 km² и 40 повече от 10 km². Най-голямото езеро в страната и Таупо (с площ 623 km²), а най-дълбокото езеро е Хауроко (с дълбочина 462 m). По-голямата част от езерата на Северния остров са образувани в резултат на вулканичната дейност, а тези на Южния остров са с ледников произход.
Нова Зеландия е една от малкото страни в южната половина на Земята, която има ледници на своята територия (Тасмански, Фокс, Франца Йосиф и други). Тасманският ледник образува широк леден език с дължина от 27 km и ширина на места до 3 km. Общата му площ е 52 km². В някои части той достига дебелина до 610 m и е най-големият ледник в Нова Зеландия.
Средногодишният обем на възобновяемите водни ресурси по статистически данни от 1977 до 2001 г. се оценява на 327 km³, което възлиза на около 85 m³/год. на човек. През 2001 г. отокът от езерата и реките съставя около 320 km³, от ледниците е около 70 km³, от атмосферната влага е около 400 km³, а от подземните води се оценява на 613 km³.
Охраната и управлението на водните ресурси и системата на водоснабдяване на населението и икономическите обекти в Нова Зеландия е част от задълженията на органите на местното самоуправление. Системата на централното водоснабдяване обезпечава питейна вода на около 85% от населението на страната. Около 77% от употребяваната в страната прясна вода преминава през иригационни системи.

### Почви
Като цяло почвите в страната са сравнително слабо плодородни и бедни на хумус. Сред най-широко разпространените почви са:
- Планински типове почва – съставят около половината от територията на страната, като от тях около 15% са лишени от растителност.
- Кафяво-сиви типове почва – предимно се срещат в междупланинските равнини на Южния остров. Те са слабопродуктивни и не се използват за земеделие. Основно се използват за пасища на добитъка.
- Жълто-сиви типове почви – характерни са за степните райони и смесените гори. Използват се за активно земеделие.
- Жълто-кафяви типове почви – характерни са за хълмистите местности.

### Фауна
Новозеландските необичайни растения и животни не могат да бъдат видени никъде другаде по света. Страната се е откъснала от някогашния голям континент Гондвана преди повече от 80 милиона години, вследствие на което естествената околна среда се е развила в изолация. Много от най-редките растителни и животински видове по света са от Нова Зеландия.
Допреди около 1000 години, преди да се заселят хората, исторически островите не са обитавани от бозайници с изключение на два вида прилепи и водни бозайници, обитаващи крайбрежните води – китове, морски лъвове и морски котки.
Заедно с хората идват и съпътстващи бозайници, като полинезийски плъх и кучето. С появата на първите европейски заселници идват и свине, говеда, мишки и котки. С развитието на европейските селища се появяват и нови привнесени животински видове.
Появата на някои от чуждите за островите видове се отразява крайно негативно върху местната флора и фауна. Такива вредни животни са плъховете, котките, невестулките, зайците, хермелините, опосумите и други. Единствените насекомоядни бозайници са отново привнесените европейски таралежи, които чудесно са се адаптирали към местните условия. Тези животни нямат естествени врагове и благодарение на това популацията им значително нараства като достига заплашителни размери за хората, селското стопанство и най-вече върху местните видове. В последните години на няколко съседни по-малки острови привнесените бозайници са унищожени като по този начин островите придобиват първоначалния си видов състав от местни животни.
От животинския свят на островите най-разпространени са птиците. Такива са киви, папагалът нестор, какапо и други. Допреди 500 години на островите са живели огромните птици моа, достигали до 3,5 m. Малко след това оттук изчезва и забележителният Орел на Хааст с размери на крилата до 3 m и тегло до 15 kg.
Сред влечугите само в Нова Зеландия се среща единственият представител на древния разред Sphenodontida – туатара. В Нова Зеландия няма змии, а от паяците единствен отровен вид е Latrodectus katipo (катипо).
Пресноводните водоеми са обитавани от 29 вида риба, като 8 от тях са застрашени от изчезване. В моретата и Тихия океан в близост до островите се срещат около 3000 вида риба и други морски обитатели.

### Флора
Растителният свят на Нова Зеландия наброява около 2000 вида. Горите се разделят на два основни типа – смесени субтропични и вечнозелени. В горите доминират хвойновите растения от род Подокарпус.
Изкуствените горски насаждения възлизат на около 2 млн. хектара. Основният вид в тях е вид калифорнийски бор Pinus radiata, донесен в Нова Зеландия в средата на XIX век. Насажденията от него в района на гората Каингароа представляват най-голямата в света изкуствено създадена гора.
В Нова Зеландия има най-голямото разнообразие от чернодробни мъхове. Срещат се 606 вида, като половината от тях са ендемити. Широко разпространени са и листнатите мъхове – 523 вида. От 187 вида цветни тревисти растения 157 са ендемити.
В Нова Зеландия се срещат необичайно голям брой видове папратовидни. Видът Cyathea dealbata е национален символ и е изобразен на герба на страната.

## Икономика
Нова Зеландия, наред с Австралия, е една от най-развитите държави в света, докато останалите страни от Океания се включват в групата на развиващите се.
Водещ стопански отрасъл е третичният сектор (сферата на услугите) – над 60% от БВП. Страната се отличава с интензивно селско стопанство, в което водещо място има животновъдството. Силно развити са хранителната, текстилната, целулозно-хартиената, химическата индустрия и металургията.
Нова Зеландия изнася месо, млечни продукти, вълна, хартия, риба, машини, метали и др. Внася машини, нефт, лекарства и др. Главните ѝ търговски партнъори са Австралия, Япония и САЩ. През последните десетилетия бързо се развива международният туризъм.

## Население
Населението на Нова Зеландия е около 4,4 милиона души. Страната е силно урбанизирана, като 72% от жителите живеят в 16 основни урбанизирани зони, а 53% – в четирите най-големи града Окланд, Крайстчърч, Уелингтън и Хамилтън.

### Етнически състав
Етническият състав е следният: англоновозеландци – 75,4%, англичани – 6,3%, англоавстралийци – 1,4%, шотландци – 1,3%, полинезийци – 11,9% (от тях новозеландски маори – 76,2%, самоа – 11,2%, жители на о-ви Кук – 6,4%, други – 6,2%), китайци – 0,7%, индийци – 0,4%, други – 2,6%. Градското население съставлява 86%.

### Религия
Преобладават християните – 95,8% (от тях протестанти – 79,6%, католици – 18,5%, православни – 1,9%), океанийско-християнски секти – 2,8%, конфуцианци – 0,6%, индуисти – 0,2%, други – 0,6%.

## Култура
Нова Зеландия има богата и разнообразна култура. В нея са отразени елементи на европейски, полинезийски и азиатски културни традиции, внесени от заселилите се тук жители от цял свят.
Културата и традициите на маорите са изключително богати и разнообразни. Те включват в себе си както традиционни, така и съвременни изкуства. Традиционните изкуства, като гравиране, тъкане, риторика, татуиране, се практикуват в цялата страна. Следвайки стъпките на своите предшественици, тези хора пресъздават техниките, използвани преди хиляда години, като същевременно добавят и нови такива.
Културните традиции на маорите включват още архитектура, симфонична и съвременна музика, театър и кино, изящни изкуства и литература. Всичко това в Нова Зеландия се развива постепенно и поддържа ниво от най-високи стандарти.
Културата в Нова Зеландия, както и навсякъде по света, има и една друга, неформална страна. Става въпрос за приятелското, искрено и непринудено отношение на хората, които живеят там. А това е може би една от основните характеристики, определящи образа на страната.

## Други
- Комуникации в Нова Зеландия
- Транспорт в Нова Зеландия
- Въоръжени сили на Нова Зеландия
- Външна политика на Нова Зеландия